# Zebulon Pike
Zebulon Pike Montgomery Jr (05 tháng 1 năm 1779 - 27 tháng 4 năm 1813) là một sĩ quan và nhà thám hiểm Mỹ, là người mà các đỉnh Pikes ở Colorado được đặt tên. Là một đại úy Quân đội Hoa Kỳ giai đoạn 1806-1807, ông đã lãnh đạo Đoàn thám hiểm Pike để khám phá và tài liệu phần phía nam của bang Louisiana Purchase và tìm đầu nguồn của sông Hồng, trong đó ông ghi lại phát hiện ra đỉnh mà sau này được gọi là các đỉnh Pikes. Bị bắt giữ bởi người Tây Ban Nha trong khi nghỉ đông ở Colorado ngày nay sau khi đoàn của ông đã nhầm lẫn trong chuyến thám hiểm, Pike và những người trong đoàn thám hiểm của ông đã được đưa tới Chihuahua, Mexico ngày nay và bị thẩm vấn bởi thống đốc. Họ đã được thả ra sau đó vào năm 1807 ở biên giới của bang Louisiana.
Năm 1810 Pike xuất bản một ghi chép cuộc thám hiểm của mình, một cuốn sách rất phổ biến mà nó đã được dịch sang tiếng Pháp, Đức và Hà Lan để xuất bản ở châu Âu. Sau đó ông đã đạt được cấp bậc thiếu tướng trong quân đội, phục vụ trong chiến tranh năm 1812. Ông đã bị giết trong trận York, trận đánh mà Hoa Kỳ đã thắng.